# Tarô
Tarô (do frânces, tarot) é um oráculo e baralho de uso recreativo e esotérico utilizado majoritariamente no século XVIII, geralmente composto por 78 cartas. Há relatos de seu uso pela nobreza italiana desde o período renascentista e suas regras oficiais são publicadas pela Federação Francesa de Tarot. Desde o século XVIII, as cartas passaram a ser usadas para a previsão do futuro e desde fins do século XIX elas integram o cerne do esoterismo moderno juntamente com a cabala, a astrologia e a alquimia.

## Introdução
As cartas de tarô surgiram entre os séculos XV e XVI no norte da Itália, e foram criadas para um jogo de mesmo nome, que era jogado pelos nobres e pelos senhores das casas mais tradicionais da Europa continental. O tarô (também conhecido como tarot, tarocco, tarocchi, tarocchini, tarock e outros nomes semelhantes) é caracteristicamente um conjunto de setenta e oito cartas composto por vinte e um trunfos, um Curinga e quatro conjuntos de naipes com quatorze cartas cada, dez cartas numeradas e quatro figuras (uma a mais por naipe que o baralho lusófono).
As cartas de tarô são muito usadas na Europa em jogos de cartas, como o Tarocchini italiano e o Tarot francês. Nos países lusófonos, onde esse jogo é bastante desconhecido, as cartas de tarô são usadas principalmente para uso divinatórios, para o qual os trunfos e o curinga são conhecidos como arcanos maiores e as cinquenta e seis cartas de naipe são arcanos menores. Os significados divinatórios são derivados principalmente da Cabala — vertente mística do judaísmo — e da alquimia medieval.
Atualmente, o Tarot obtém expressão nas mais diversas áreas, sendo um instrumento de estudo e uso até pela Psicologia. Carl Gustav Jung, renomado psicólogo do século XX, falou em Arquétipo (imagens arcaicas), imagens da memória coletiva ancestral que estão dentro de nossos inconscientes e que podem ser ativadas por determinado Símbolo, que revigora e traz à tona toda a carga emocional que a imagem possui em si e que nos toca profundamente.  As cartas do Tarot são vistas então como ilustrações sobre os anseios da alma humana, uma espécie de história em quadrinhos sobre os nossos dramas.

## Etimologia
A palavra tarô na língua portuguesa (ou em outras línguas: tarot, tarock, tarok, tarocco, tarocchi etc.) não possui uma tradução específica — ninguém sabe ao certo sua real etimologia. Acredita-se que ele possa vir da palavra árabe turuq, que significa "quatro caminhos", ou talvez do árabe tarach, que significa "rejeito". Segundo a etimologia francesa, tarot é um empréstimo do italiano tarocco, derivado de tara, "perda de valor que sofre uma mercadoria; dedução, ação de deduzir".
O tarô tradicional possui 78 cartas; quando usado para fins divinatórios, cada qual é denominada de arcano, palavra que significa "mistérios ou segredos a serem desvendados" e foi incorporada pelos ocultistas do século XIX.

## História
Os jogos de cartas entraram na Europa no final do século XIV, com os mamelucos da Pérsia, cujos jogos tinham naipes muito semelhantes aos naipes latinos italianos e espanhóis: espadas, bastões, copas e ouros (moedas). Embora haja um número significativo de hipóteses para a origem do tarô, as evidências atualmente mostram que os primeiros baralhos foram criados entre 1410 e 1430 em Milão, Ferrara ou Bolonha, no norte da Itália, onde cartas de trunfo foram adicionadas aos já existentes baralhos de naipe. Esses novos baralhos foram chamados de carte da trionfi, cartas de triunfo, e as cartas adicionais simplesmente de trionfi, termo que originou a palavra "trunfo" em português. A primeira evidência literária da existência das carte da trionfi foi um registro escrito nos autos da corte de Ferrara, em 1442. As mais antigas cartas de tarô existentes são de quinze baralhos incompletos pintados em meados do século XV para a família governante de Milão, os Visconti Sforza.
Não há documentos que atestem o uso divinatório do tarô anteriores ao século XVIII, embora se saiba que o uso de cartas semelhantes para tal uso era evidente por volta de 1540. Um livro intitulado Os Oráculos de Francesco Marcolino da Forli apresenta um método divinatório simples usando o naipe de ouros de um baralho comum. Manuscritos de 1735 (O Quadrado dos Setes) e 1750 (Cartomancia Pratesi) documentam o significado rudimentar divinatório das cartas de tarô, bem como um sistema de tirada de cartas. Em 1765, Giacomo Casanova escreveu em seu diário que sua criada russa frequentemente usava um baralho de jogar para ler a sorte.

### Os primeiros baralhos: séc. XIV–XV
As cartas de jogar apareceram na Europa cristã por volta de 1367, data da primeira evidência documentada de sua existência — a proibição de seu uso, em Berna, na Suíça. Antes disso, as cartas foram usadas por muitas décadas no Al-Andalus islâmico. As primeiras fontes europeias descrevem um baralho com normalmente cinquenta e duas cartas, como o baralho moderno sem curingas. O tarô de setenta e oito cartas resultou da adição de vinte e um trunfos numerados mais um sem número (o curinga) à variante de cinquenta e seis cartas (quatorze cartas cada naipe).
A expansão do uso dos jogos de cartas na Europa pode ser estimada por volta de 1377, a partir de quando as cartas de tarô parecem ter-se desenvolvido por volta de quarenta anos depois, e são mencionadas no que sobreviveu do texto de Marziano da Tortona. Estima-se que o texto tenha sido escrito entre 1418 e 1425, uma vez que o pintor Michelino da Besozzo retornou a Milão em 1418 e o autor faleceu em 1425.
Da Tortona descreve um baralho semelhante em muitos aspectos às cartas usadas em jogos de tarô, embora o que ele descreve seja mais um precursor do tarô que o que se pode conceber das atuais cartas de tarô. Por exemplo, seu baralho tem apenas dezesseis trunfos, com motivos destoantes aos dos atuais baralhos (lá são deuses gregos), e os quatro naipes são quatro espécies de pássaros, e não os naipes italianos comuns. O que faz do baralho de Tortona mais semelhante ao tarô que os outros baralhos descritos na época é obviamente a presença de cartas de trunfo no conjunto. Cerca de vinte e cinco anos depois, Jacopo Antonio Marcello, um contemporâneo de Da Tortona, denominou-os de ludus triumphorum, ou "jogo dos triunfos".

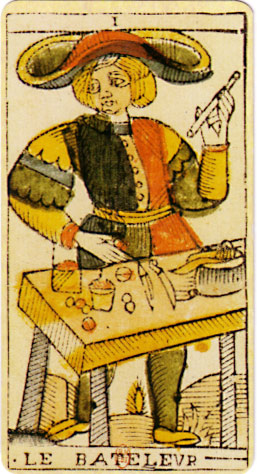
Le Bateleur ("O Mago") do Tarô de Marselha

Os documentos seguintes que parecem confirmar a existência de objetos semelhantes a cartas de tarô são dois baralhos milaneses (o Brera-Brambilla e o Tarô Cary-Yale) — fragmentários, infelizmente — e três documentos, todos da corte de Ferrara, na Itália. Não é possível datar os conjuntos de cartas, mas estima-se que tenham sido manufaturados por volta de 1440. De acordo com o historiador italiano Giordano Berti, o Tarot foi inventado quase certamente antes do ano 1440, na corte do Duque de Milão Filippo Maria Visconti. Esta crença decorre do fato que, dentro do baralho desenhado por Marziano da Tortona, lá são muitos personagens também presentes no Tarô do século XV.
No entanto, existem três documentos de Ferrara datam de 1.º de janeiro de 1441 a julho de 1442, com o termo trionfi registrado pela primeira vez em fevereiro de 1442. O documento de janeiro de 1441, que usa o termo trionfi, não é considerado confiável; contudo, o fato de o mesmo pintor, Jacomo Sagramoro, ter sido comissionado pelo mesmo patrão, Leonello d'Este — como no documento de fevereiro de 1442 — indica que é ao menos plausível um exemplo do mesmo tipo. Depois de 1442 há uns sete anos sem quaisquer exemplos de material semelhante, o jogo parece ter ganhado importância no ano de 1450, um ano de jubileu na Itália, que presenciou muitas festividades e um grande movimento de peregrinos.
Os motivos especiais das cartas de trunfo, adicionados às cartas de naipe, parecem ter sido ideologicamente determinados. Especula-se que elas tragam um sistema específico que leva mensagens de diferentes conteúdos. Os exemplares mais antigos mostram ideias filosóficas, sociais, poéticas, astronômicas e heráldicas, bem como um grupo de antigos heróis romanos, gregos e babilônicos — como no caso do Tarô Sola-Busca (1491); o sentido geral deste grupo, porém, está ligado a alquimia medieval. Ainda no poema do Matteo Maria Boiardo Capitoli del giuoco dei Tarocchi (entre 1461 e 1494) os 22 trunfos são figuras históricas, literárias, mitológicas ou bíblicas. Neste caso, os quatro símbolos são diferentes dos tradicionais; são os Olhos, Chicotes, Setas e Potes, para significar amor, inveja, esperança e medo.
O tarô mais antigo que se tem notícia, descrito no livreto de Martiano, foi confeccionado para mostrar o sistema de divindades gregas, um tema que estava em moda na Itália. Sua produção pode muito bem ter acompanhado uma celebração triunfal do comissário Filippo Maria Visconti, duque de Milão, significando que o propósito do baralho era expressar e consolidar o poder político em Milão (como era comum para outros artesãos da época). Os quatro naipes traziam quatro pássaros, motivos que frequentemente apareciam na heráldica dos Visconti, e ordem específica dos deuses conotava que o baralho pretendia trazer uma os Visconti se identificavam como descendentes de Júpiter e Vênus (vistos não como deuses mas como heróis deificados).
Os primeiros baralhos conhecidos parecem ter trazido o número padrão de dez cartas de naipe numeradas, mas com apenas reis como figuras, e dezesseis trunfos. O padrão posterior (de quatro naipes com quatorze mais vinte e duas) levou tempo para se estabelecer; baralhos trionfi com setenta cartas só começaram a ser documentados em 1457. Nenhuma evidência corrobora com o formato final de setenta e oito cartas existente antes do poema dos tarocchi Boiardo e Sola Busca.
As mais antigas cartas de tarô existentes são de três conjuntos dos meados do século XV, todos feitos para membros da família Visconti. O primeiro baralho é conhecido como Tarô Cary-Yale (ou Tarô Visconti-Modrone), que foi criado entre 1442 e 1447 por um pintor anônimo para Fillipo Maria Visconti. As cartas (apenas sessenta e seis), estão hoje na Biblioteca da Universidade de Yale, em New Haven. Mas o mais famoso desses baralhos antigos foi pintado em meados do século XV para celebrar o governo de Milão por Francesco Sforza e sua esposa Bianca Maria Visconti, filha do duque Fillipo Maria. Provavelmente, essas cartas foram pintadas por Bonifacio Bembo, mas algumas das cartas foram pintadas por miniaturistas de outra escola. Das cartas originais, trinta e cinco estão na Morgan Library & Museum, vinte e seis na Accademia Carrara, treze estão na Casa Colleoni e duas, 'O Diabo' e 'A Torre', estão perdidas, ou possivelmente omitidas. Este baralho "Visconti-Sforza", que foi bastante reproduzido, combina os quatro naipes de ouros, espadas, copas e paus e as cartas da corte rei, rainha, cavaleiro e valete com cartas de trunfo que refletem a iconografia da época num grau significativo.
Por muito tempo, as cartas de tarô permaneceram um privilégio das classes altas e, embora alguns sermões do século XIV advertissem para o mal existente nas cartas, a maioria dos governos civis geralmente não condenava as cartas de tarô nos seus primórdios. De fato, em algumas jurisdições, as cartas de tarô eram especialmente isentas das leis que proibiam os jogos de cartas.

### Baralhos posteriores: séc. XVI–XX
Como os tarôs antigos eram pintados à mão, estima-se que o número de baralhos produzidos era um tanto pequeno, e foi apenas depois da invenção da imprensa que a produção em massa de cartas se tornou possível.
Durante a fase de produção artesanal das cartas, desenvolveram-se muitas variedades regionais com diferentes sistemas de naipes e também na ordem dos trunfos. Com a expansão do jogo do tarô pela Europa — originalmente um jogo italiano, espalhou-se pelo sul da França, Suíça, Bélgica, sul da Alemanha e pelo então Império Austro-Húngaro — e com a mudança da produção artesanal das cartas para uma produção em grande escala, a produção das cartas passou por um processo de padronização. Assim, antes do século XVIII os fabricantes de cartas italianos já haviam padronizado as figuras representadas nos trunfos — mesmo que elas fossem desenhadas de maneira diferente pelos diferentes fabricantes. Além disso, havia variações regionais nas regras do jogo no que diz respeito à ordem dos trunfos. Até fins do século XVII, o principal centro produtor de cartas era Milão e a partir dessa cidade o jogo expandiu-se para o sul da França e outras regiões. Os tarôs produzidos na França baseavam-se assim no tarô milanês. No fim do século XVII, a indústria de cartas milanesa sofreu um colapso e o tarô vindo do sul da França passou a dominar o mercado de cartas.
Vários baralhos sobreviveram desde essa época vindos de várias cidades na França — o mais conhecido deles foi um baralho da cidade de Marselha, e assim denominado Tarô de Marselha. Por volta da mesma época, o termo tarocchi apareceu. Dessa forma o assim chamado tarô de Marselha — por ser produzido nessa cidade — difundiu-se pela Lombardia e influenciou a produção de cartas em outras regiões da Itália e da Europa. Em meados do século XVIII uma versão derivada do tarô de Marselha, o chamado tarô de Besançon, já dominava o mercado de cartas de tarô em toda parte, exceto nas regiões que hoje formam a Itália e a Bélgica.
Os tarôs até então usavam o mesmo sistema de naipes que era na época usado na produção das cartas de baralho comuns — os chamados naipes espanhóis. Em 1470 os fabricantes de cartas franceses desenvolveram o chamado sistema francês, que são os símbolos usados nas cartas de baralho atuais. Esse sistema, mesmo sendo mais simples de imprimir, não se difundiu muito depressa e foi usado primeiramente para os baralhos comuns. Somente por volta de 1750 na Alemanha foram produzidos os primeiros tarôs com naipes franceses e até o princípio do século XIX já haviam substituído em praticamente toda a Europa os tarôs tradicionais para fins de jogo. Os novos tarôs caracterizam-se por uma maior liberdade na representação dos trunfos: as figuras tradicionais foram substituídos por ilustrações coloridas. Esse tipo de cartas é usado atualmente para o jogo.
| Sul Italiano Espanhol Português Alemão | Spade Espadas Schwerter | Coppe Copas Kelche | Ori Oros Ouros Münzen | Bastoni Bastos Paus Stäbe |
| -------------------------------------- | ----------------------- | ------------------ | --------------------- | ------------------------- |
| Naipes do baralho italo-espanhol       |                         |                    |                       |                           |

| Norte Italiano Francês Inglês Português Alemão | Picche Pique Spades Espadas Pik | Cuori Cœur Hearts Copas Herz | Quadri Carreau Diamonds Ouros Karo | Fiori Trèfle Clubs Paus Kreuz |
| ---------------------------------------------- | ------------------------------- | ---------------------------- | ---------------------------------- | ----------------------------- |
| Naipes do baralho francês                      | ♠                               | ♥                            | ♦                                  | ♣                             |

## Classificação dos tarôs
O historiador do Tarô, Michael Dummett, sugeriu três classificações principais, são consideradas como modelos das muitas variedades conhecidas, rotulando-as de A, B e C. Outro especialista e colecionador do Tarô, Tom Tadfor Little, renomeou estes três grupos de acordo com as áreas geográficas – do norte da Itália – de onde estes se desenvolveram:
1. Padrão milanês: Originado na corte de Visconti em Milão deste originaram os tarôs franceses e suíços, e é provavelmente o mais conhecido; este grupo corresponde ao tipo denominado por Dummett como C;
2. O padrão da corte da família Este, em Ferrara, que possuíam a sua própria tipografia para fazer cartas. Além da cidade de origem, chegou somente até Veneza; este grupo corresponde ao tipo denominado por Dummett como B;
3. Nascido na Bolonha, o mais "popular" dos três (pelo menos até o século XVIII) desenvolveu-se nas regiões do sul da Itália, não sendo especificamente relacionado com qualquer corte nobre, atingiu Florença (onde provavelmente inspirou o Minchiate) e mais tarde a Sicília. Original da cidade de Bolonha, possui 62 cartas. Por isto, também é chamado de Tarocchino ("tarô pequeno"). Este grupo corresponde ao tipo denominado por Dummett como A.[22]

### Tarôs no século XX
Fora da classificação dos tarôs históricos estão os tarôs contemporâneos editados no século XX. Estes, de acordo com Nei Naiff, são divididos em:
1. Tarô moderno ou estilizado, categoria iniciada  a partir do lançamento em 1910 pela Rider & Cia do Tarô concebido por Arthur Edward Waite e desenhado por Pamela Colman Smith, o primeiro tarô com desenhos e traços livres, e ricamente coloridos. Primeira vez, na idade contemporânea, que os arcanos menores ganham ilustrações completas;
2. Tarô transcultural ou étnico, em meados de 1970, surgiram aqueles tarôs onde cada arcano era substituído por outros personagens e outras ambientações, seguindo determinada mitologia. Porém o padrão do tarô clássico é claramente reconhecível;
3. Tarô surrealista ou fantasia, neste grupo os arcanos não possuem nada em comum com os baralhos clássicos, os autores destes tarôs usam sua livre expressão e criatividade para retratar um tema.[23]

## O jogo de tarot
Um dos usos do baralho de tarô é o jogo de cartas. O jogo de tarô é conhecido sob muitas variações (muitas delas culturais), cujas regras básicas são apresentadas pela primeira vez no manuscrito de Martiano da Tortona antes de 1425. As referências seguintes são de 1637. Na Itália o jogo se tornou menos popular; uma versão, o Tarocco Bolognese: Ottocento conseguiu sobreviver e ainda há outras versões jogadas no Piemonte, mas o número de jogos fora da Itália é bem maior, todos ligados ao nome tarô, na França, e tarock, nos países germânicos e eslavos.

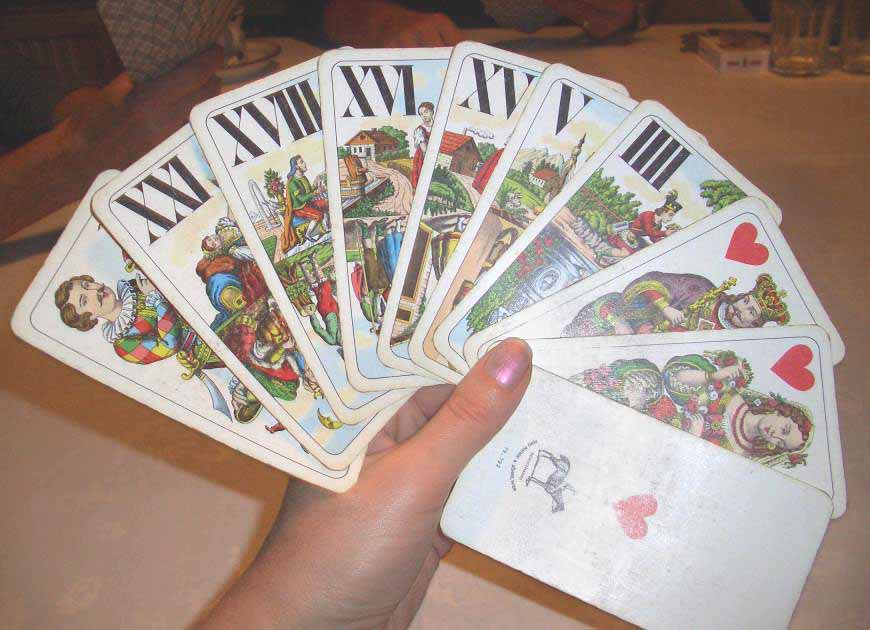
Cartas de tarô para jogar

Usa-se um baralho de tarô para jogar. Os assim chamados "baralhos esotéricos" geralmente não são ideais para se jogar, porque, por exemplo, faltam símbolos e indicações nas quinas das cartas. Um baralho típico para se jogar é o francês de formato padrão, o chamado Tarot Nouveau, com naipes franceses iguais aos do baralho comum de cinquenta e duas cartas. O baralho Tarot Nouveau apresenta trunfos que trazem cenas tradicionais de atividades sociais da França, em níveis crescentes de prosperidade; isso difere do caráter e da ideologia das cartas dos baralhos italianos como o Tarocco Piemontês ou o Tarocco Bolonhês, ou o Tarô Rider-Waite ou o Tarô de Marselha mais conhecidos da cartomancia.
Outros baralhos de tarô (tarot/tarock/tarocco), populares na Itália, Espanha, Suíça e Áustria, usam os naipes latinos de espadas, bastões (paus), taças (copas) e moedas (ouros), ou os naipes alemães de corações, sinos, bolotas e folhas. O caratecteres representados nos trunfos são semelhantes aos encontrados nos tarôs italianos; os baralhos alemães são os que menos tipicamente seguem essas caracterizações.
O baralho de tarô de 78 cartas contém:
- 14 cartas cada um dos quatro naipes: 10 cartas numeradas de um (ou ás) a dez, mais as figuras, que no jogo de tarô são quatro: Rei, Dama, Cavaleiro e Valete;
- 21 trunfos, conhecidos no tarô esotérico como arcanos maiores, cuja função no jogo é um naipe permanente de trunfos;
- 1 carta sem número chamada Curinga, ou o Louco dos baralhos esotéricos, conhecido nos jogos de tarô como a Desculpa, chamada assim porque o jogador pode usá-la como "desculpa" para não seguir o naipe regente da vaza — mas às vezes atua como o trunfo mais forte.

Como certas regiões adotaram jogos de tarô que usam um baralho incompleto, os próprios baralhos se tornaram especializados. Um maço "completo" de tarô como o do Jeu de Tarot contém todas as 78 cartas e pode ser usado para qualquer jogo do gênero; muitos baralhos de tarock austríacos e húngaros e de tarocco italiano, contudo, apresentam um conjunto menor de cartas adequado somente para jogos dessas regiões particulares.

## O tarô esotérico
O termo tarô esótérico refere-se ao uso das cartas de tarô como parte integrante do ocultismo moderno, juntamente com a astrologia, a alquimia e a cabala.

### História
A primeira grande publicidade acerca do uso divinatório do tarô veio de um ocultista francês chamado Alliette, sob o pseudônimo de "Etteilla" (seu nome ao contrário), que atuou como vidente e cartomante logo depois da Revolução Francesa. Etteilla desenhou o primeiro baralho esotérico, adicionando atributos astrológicos e motivos "egípcios" a várias cartas, elementos alterados do Tarô de Marselha, e incluindo textos com significados divinatórios escritos nas cartas. Mais tarde Mademoiselle Marie-Anne Le Normand popularizou a divinação durante o reinado de Napoleão I, pela influência que exercia sobre Josefina de Beauharnais, primeira esposa do monarca. Contudo, ela não usava o tarô típico.
Desde então as cartas de tarô são associadas ao misticismo e à magia. O tarô não foi amplamente adotado pelos místicos, ocultistas e sociedades secretas até os séculos XVIII e XIX. A tradição começou em 1781, quando Antoine Court de Gébelin, um clérigo protestante suíço, e também maçom, publicou Le Mond Primitif, um estudo especulativo que incluía o simbolismo religioso e seus remanescentes no mundo moderno. De Gébelin primeiro afirmou que o simbolismo do Tarô de Marselha representava os mistérios de Ísis e Thoth. Gébelin também afirmava que o nome "tarot" viria das palavras egípcias tar, significando "rei, real", e ro, "estrada", e que por conseguinte o tarô representaria o "caminho real" para a sabedoria. Dizia o autor que os ciganos, que estavam entre os primeiros a usar o tarô para uso divinatório, eram descendentes dos antigos egípcios (daí a semelhança entre as palavras gypsy e Egypt, em inglês, mas isso na verdade é um estereótipo para qualquer tribo nômade), e introduziram as cartas na Europa. De Gébelin escreveu esse tratado antes de Jean-François Champollion ter decifrado os hieróglifos egípcios, ou de fato ter sido descoberta a Pedra de Roseta, e, mais tarde, os egiptólogos não encontraram nada que corroborasse a etimologia fantasiosa de Gébelin. Apesar disso, a identificação do tarô com o "Livro de Thoth" já estava firmemente estabelecidas na prática ocultista e segue como uma lenda urbana até os dias de hoje.
A concepção de que as cartas são um código místico foi mais profundamente desenvolvido por Eliphas Lévi (1810-1875) e foi difundida para o mundo pela Ordem Hermética da Aurora Dourada. Lévi, e não Etteilla, é considerado por alguns o verdadeiro fundador das modernas escolas de Tarô. Sua publicação Dogme et Rituel de la Houte Magie ("Dogma e Ritual da Alta Magia"), de 1854, introduziu uma interpretação das cartas que as relacionava com a Cabala Hermética. Enquanto aceitava a origem egípcia do tarô proposta por Court de Gébelin, o autor rejeitava as inovações de Etteilla e seu baralho alterado, e por sua vez delineava um sistema que relacionava o tarô, especialmente o Tarô de Marselha, à Cabala Hermética e aos quatro elementos da alquimia.
O tarô divinatório era cada vez mais popular no Novo Mundo a partir de 1910, com a publicação do Tarô de Rider-Waite (elaborado e executado por dois membros da Aurora Dourada), que substituía a tradicional simplicidade das cartas numeradas de naipe por cenas simbólicas. Este baralho também obscureceu as alegorias cristãs do Tarô de Marselha e dos baralhos de Eliphas Lévi mudando alguns atributos (por exemplo trazendo "O Hierofante" no lugar de "O Papa", e "A Alta Sacerdotisa" no lugar de "A Papisa"). O Tarô Rider-Waite ainda é muito popular no mundo anglófono.
Desde então, um número enorme de baralhos diferentes tem sido criado — alguns tradicionais, outros vastamente diferentes. O uso divinatório do tarô, ou como um compêndio simbológico, inspirou a criação de inúmeros baralhos oraculares. São baralhos para inspiração ou divinação contendo imagens de anjos, fadas, deuses, forças da natureza etc. Embora obviamente influenciados pelo tarô, eles não seguem sua estrutura tradicional: algumas vezes omitem ou trocam alguns dos naipes, outras vezes alteram significativamente o número e a natureza dos arcanos maiores.

### Estrutura
O tarô esotérico é constituido de 78 arcanos e se encontra dividido em dois grandes grupos:

#### Arcanos maiores
Os arcanos maiores possuem 22 símbolos arquetípicos que revelam os estados latentes das ideias e possibilidades da vida, a saber:

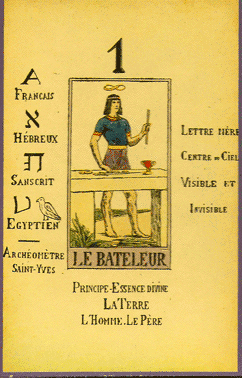
O Mago
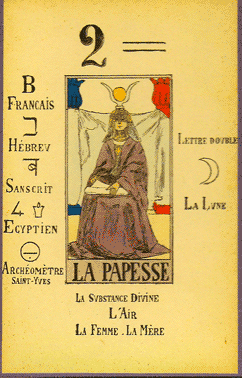
A Sacerdotisa / A Papisa
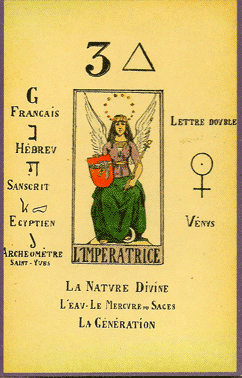
A Imperatriz
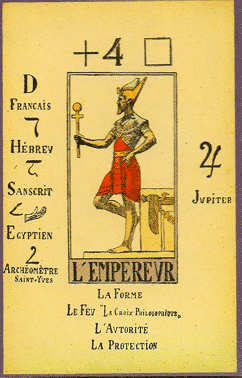
O Imperador
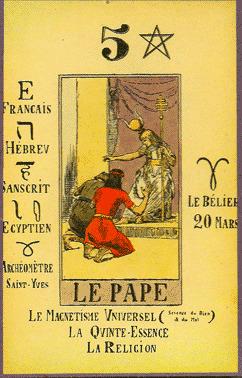
O Papa / O Hierofante / O Sumo Sacerdote
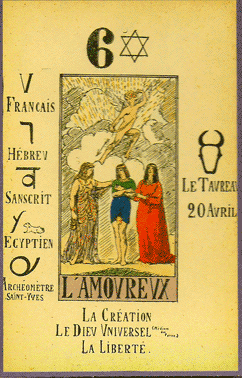
Os Enamorados / Os Amantes
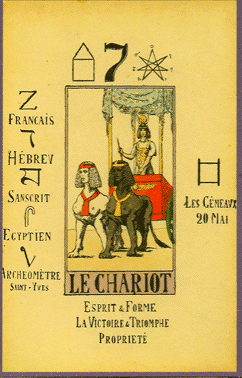
O Carro de guerra
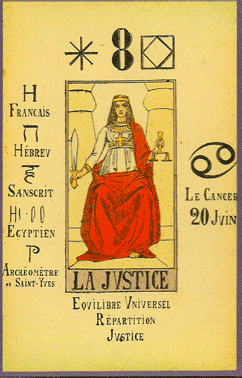
A Justiça
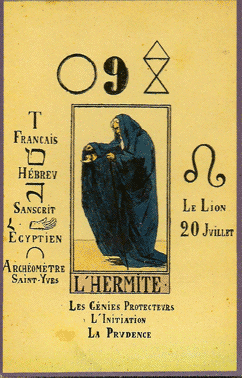
O Eremita / O ermitão / A Prudência
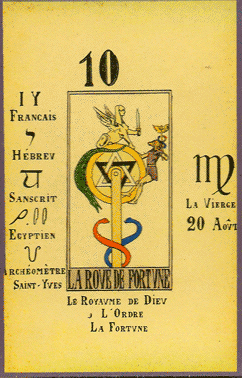
A Roda da Fortuna
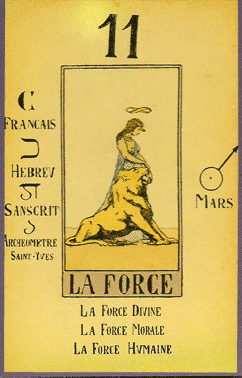
A Força / A persuasão
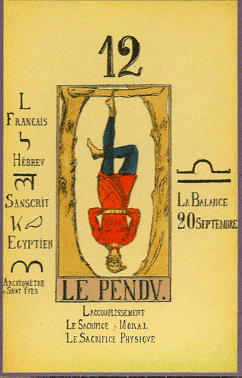
O Enforcado / O sacrifício / O Apostolado
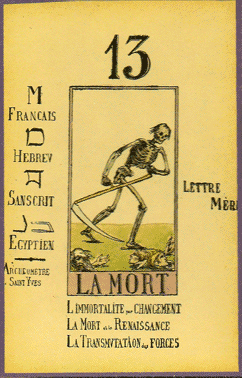
A Morte
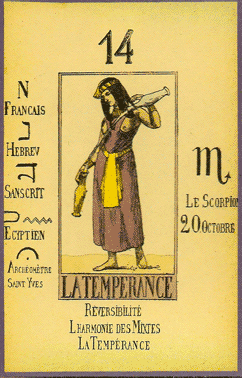
A Temperança
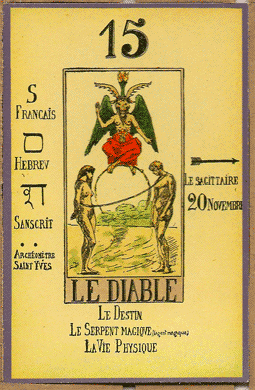
O Diabo / A Paixão
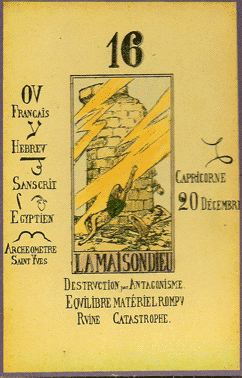
A Torre fulminada
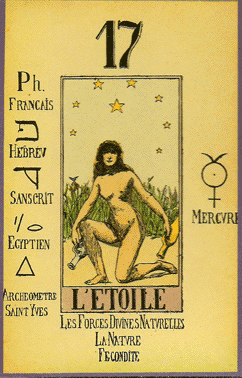
A Estrela / A Esperança
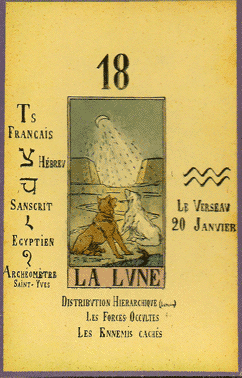
A Lua / Inimigos ocultos
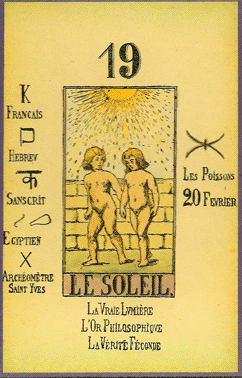
O Sol / A inspiração
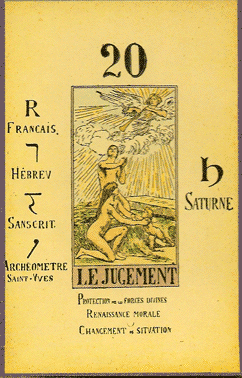
O Julgamento / A ressurreição
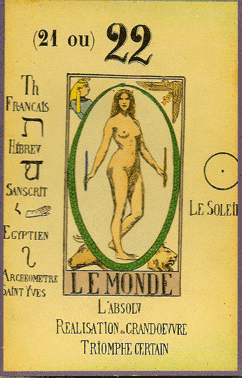
O Mundo
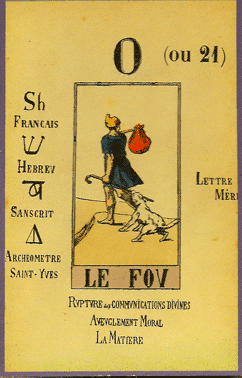
O Louco

#### Arcanos menores
Os Arcanos menores que expressam os resultados e as formas das ideias, contidos no primeiro conjunto, possuem 56 arcanos distribuídos por quatro símbolos básicos: o Naipe de Ouros, o Naipe de Espadas, o Naipe de Copas e o Naipe de Paus. Por sua vez, cada naipe, possui dez arcanos numerados e quatro arcanos com figuras da corte medieval (Valete, Cavaleiro, Rainha, Rei).

##### Naipe de ouros
O naipe de ouros está relacionado ao elemento terra, portanto à vida material, às conquistas financeiras, profissionais e a tudo que, enfim, representa aquilo que pode ser tangível em termos materiais.
No naipe de ouros existe a possibilidade de se conseguir conquistar a segurança material com trabalho, disciplina e esforço. O ser humano é ambicioso e a ambição tem relação como o naipe de ouros. Outra característica do naipe de ouros é a dedicação, o esforço, o empenho dedicados aos estudos e ao trabalho.

##### Naipe de paus
O naipe de paus liga-se ao elemento fogo que a tudo transforma sem ser alterado. Está relacionado ao plano energético e espiritual bem como à coragem, vontade e poder de realização. Representado pelo bastão.

##### Naipe de copas
No tarô, o naipe de copas é ligado ao elemento água e ao mundo dos sentimentos, sendo o símbolo da taça relacionado ao coração, como receptáculo das nossas emoções.

##### Naipe de espadas
O naipe de espadas corresponde ao elemento ar e esta relacionado ao poder ambivalente da mente e do pensamento. Representado pela espada, está ligado ao fazer e à criatividade.